# Arendo Joustra
Johan Arendo Sjouke Joustra (Vlissingen, 19 juli 1957) is een Nederlandse journalist en schrijver. Op radio en televisie geeft hij regelmatig commentaar over politieke kwesties, immigratievraagstukken en de monarchie. Hij was 24 jaar lang hoofdredacteur van Elsevier en uitgever van de gelijknamige boekuitgeverij.

## Opleiding
Tijdens zijn opleiding aan de School voor Journalistiek in Utrecht werkte hij als onderzoeker mee aan Boemerang, het VARA-radioprogramma over de media dat Gabri de Wagt maakte met Ruby van der Scheer en Wim Klinkenberg. Ook maakte hij in 1979 met drie medestudenten een reeks televisieprogramma's (Stemmen voor Europa) over de eerste rechtstreekse verkiezingen voor het Europees Parlement. De serie stond onder auspiciën van het tv-programma Panoramiek met Klaas Jan Hindriks, Hans van der Werf en Bob de Ronde.
In het kader van zijn studie liep hij stage bij de Provinciale Zeeuwse Courant in Vlissingen. Reeds als middelbare scholier scheef hij in 1975 op verzoek van deze krant een artikel over het bij Weimar gelegen concentratiekamp Buchenwald, dat hij in het kader van een GPD-scholierenreis naar beide Duitslanden had bezocht onder begeleiding van Ben Sijes en GPD-hoofdredacteur Jan van Beek.
Na het afronden van zijn opleiding in Utrecht in 1979, studeerde hij met een beurs van Rotary International in de Verenigde Staten Engels en Amerikaanse cultuur aan Georgia Southern University, in Statesboro (Georgia), en massacommunicatie en journalistiek aan de Graduate School van Iowa State University in Ames (Iowa).

## Loopbaan als journalist
Van 1 december 1980 tot en met 31 maart 1989 was Joustra in dienst van de Volkskrant als achtereenvolgens sociaal-economisch, parlementair en politiek redacteur. Hij schreef voor de krant ook een column over taal onder het pseudoniem Kees Honte, waarmee hij in 1986 werd onderscheiden met Het Gouden Pennetje van het Nederlands Genootschap van Hoofdredacteuren. Later schreef hij een column over boeken voor het zaterdagkatern van het dagblad.
Voor hij op 1 januari 1996 als adjunct toetrad tot de hoofdredactie, was hij voor Elsevier vanaf 1 april 1989 onder meer politiek redacteur in Den Haag en correspondent Europese Unie in Brussel. Per 1 januari 2000 werd hij benoemd tot hoofdredacteur als opvolger van HJ Schoo. Bij Elsevier introduceerde hij de nieuws- en opiniewebsite elsevier.nl (2004), speciale edities (2005), biografische magazines (2010), de HJ Schoo-lezing (2009) en de EW Economie-lezing (2018). In 2014 verbond hij de naam Elsevier aan de sinds 1972 bestaande Huizingalezing. Op 31 december 2023 nam hij afscheid als hoofdredacteur.
Hij was van augustus tot december 2024 vier maanden interim hoofdredacteur van WNL om de start van het nieuwe televisieseizoen te begeleiden en het profiel van WNL te bewaken. In opdracht van de raad van toezicht verving hij Bert Huisjes, die een stap opzij had gezet in afwachting van de resultaten van het onderzoek van KPMG naar zijn gedragingen.

## Nevenfuncties
- Sinds haar oprichting in 2001 secretaris van de Willem Oltmans Stichting.
- Van 2010 tot 2017 bestuurslid van het Persmuseum.
- Sinds september 2017 lid van de Raad van Toezicht van het Nederlands Instituut voor Beeld en Geluid, waarmee het Persmuseum in 2017 fuseerde. Vanaf februari 2019 vicevoorzitter.
- Tussen 2000 en 2010 bestuurslid van het Nederlands Genootschap van Hoofdredacteuren, voorzitter van 2006 tot 2010.
- Van 2013 tot 2021 lid van de Raad van Toezicht van de Roosevelt Study Center (sinds 2016 Roosevelt Instituut voor Amerikaanse Studies).
- Sinds februari 2013 bestuurslid van het Lucas-Ooms Fonds.
- Sinds oktober 2016 lid van de Academie De Gouden Ganzenveer.
- Van november 2019 tot november 2023 lid van de jury van de Zilveren Camera.

## Loopbaan als schrijver, samensteller en lexicograaf
Joustra schreef boeken over uiteenlopende onderwerpen en stelde een groot aantal bundels samen.

### Over Karen Blixen
Uitgeverij Nijgh & Van Ditmar publiceerde in 1987 zijn levensschets van de Deense schrijfster Karen Blixen, die deels is gebaseerd op reportages voor de Volkskrant in Kenia en Denemarken, en onder meer ingaat op haar besmetting met syfilis en op de losbandige levensstijl van de blanke kolonisten in Oost-Afrika.

### Over journalistiek
Joustra schreef over het hoofdartikel  in de bundel Het gouden pennetje. Zeventien journalisten over hun fascinerend vak (1999): 'Het commentaar: overgewaardeerd en tegelijk onderschat'.
Met Jan Blokker stond hij aan de wieg van Het Stijlboek van de Volkskrant (de ringbandversie van oktober 1986) aangezien ze samen dagelijkse stijlbloempjes uit de krant visten en die verspreidden via een intern stencil Het matje. Blokker droeg zijn laatste boek (Nederlandse journalisten houden niet van journalistiek, Amsterdam, 2010) aan Joustra op en citeert hem daarin instemmend: 'Wij [journalisten] moeten niets, wij staan buiten de instituties. De enigen aan wie wij verantwoording moeten afleggen zijn onze lezers. Verder aan niemand.'
In 2010 was hij inleider en samensteller van de bundel over de functie van hoofdredacteur, getiteld Handboek Hoofdredacteur. Hoe je het wordt, bent en blijft. Over die functie schreef hij ook een bijdrage voor het boek Storm in de media (2009): 'Als je in de Nederlandse journalistiek niet plat praat, word je uiteindelijk hoofdredacteur'.
Joustra is de samensteller en inleider van Elsevier's Maandschrift, een bundel over Elsevier's Geïllustreerd Maandschrift (2016) en over de uitgevers en medewerkers van Elsevier, zowel de uitgeverij als het tijdschrift, getiteld Non Solus (2020).
Begin 2024 verscheen de meer dan duizend pagina's tellende bundel QWERTY. Journalistiek samengevat in 607 lijstjes.

### Over het koningshuis
Joustra publiceerde in 2013 een boek over vier aspecten van het koningschap, gebaseerd op de regeerperiode van koningin Beatrix. Die vier aspecten zijn de relatie tussen de minister-president en het staatshoofd; het koningschap in relatie tot de Europese samenwerking; de positie van de prins-gemaal tot het staatshoofd; en het belang van het koningshuis voor een natie als Nederland. In de epiloog van Vier relaties van Beatrix gaat hij in op de vraag of de monarchie koning Willem-Alexander zal overleven.
In 2015 volgde Kwetsbaar koningschap, een door hem ingeleide en samengestelde bundel over de voors en tegens van de modernisering van de monarchie, met bestaande bijdragen van Carla van Baalen, Paul Bovend'Eert, Thom de Graaf, Alexander van Kessel,Wim Kok, Mark Rutte, en Herman Tjeenk Willink.
Voorts redigeerde hij drie bundels over koningin Beatrix. Een met al haar (33) Kersttoespraken, een met al haar (33) Troonredes en een, ter gelegenheid van haar tachtigste verjaardag,  met reportages, interviews, beschouwingen en brieven die over haar in Elsevier zijn verschenen.
Hij is ook de samensteller van een aantal interviewbundels over de Oranjes. In samenwerking met de Nederlandse Omroep Stichting publiceerde hij in 2018 de transcripties van 22 televisie-interviews met de Oranjes, die hij ook van inleidingen voorzag. Eerder bezorgde hij de bundel met twaalf gesprekken die Elsevier had prins Bernhard, ingeleid door Bernhard-kenner Pieter Broertjes, en een bundel interviews uit het weekblad met de andere Oranjes, Een titel maakt de mens niet.
Ter gelegenheid van de inhuldiging van koning Willem-Alexander in 2013 verzorgde hij de inleiding en bundeling van de inhuldigingsredes van de nieuwe Koning en zijn zes voorgangers. In 2020 publiceerde hij veertien toespraken van Willem-Alexander onder de titel  Sobibor begon in het Vondelpark.
In 2011 verscheen bij uitgeverij Bertram + de Leeuw het door Joustra samengestelde lijstenboek De Oranjes. Verrassende feiten over ons koningshuis, waarvan in 2013 een geactualiseerde editie verscheen vanwege de abdicatie van koningin Beatrix en de inhuldiging van koning Willem-Alexander.
Voor de bundel De monarchie. Staatsrecht, volksgunst en het Huis van Oranje (2002), schreef hij het hoofdstuk over de toekomst van de monarchie in de Europese Unie.

### Over Nederland
Uitgeverij Prometheus publiceerde in 1993 Joustra's Vreemde ogen, een door hem ingeleide en samengestelde bundel met beschouwingen van buitenlandse auteurs over de Nederlandse identiteit. In 2019 volgde bij Fontaine Uitgevers een door hem bezorgde bundel met stukken uit Elsevier onder de titel Alles wat je moet weten over Nederland.

### Over politiek
Over zijn ervaringen tijdens zijn correspondentschap in de Europese hoofdstad schreef Joustra het boek Het Hof van Brussel. Of hoe Europa Nederland overneemt, dat Uitgeverij Prometheus in 1997 publiceerde. 
Hij is de samensteller van Negenmannen, Oranjes & matpartijen, dat 531 lijstjes bevat over de politiek.
Joustra verzorgde de inleiding en samenstelling van twee bundels met regeringsverklaringen, Wij mogen niet talmen (Wim Schermerhorn tot en met Dries van Agt en Wacht op onze daden (Ruud Lubbers tot en met Mark Rutte), die in 2022 werden samengebracht in een bundel Wacht op onze daden.

### Over Ruud Lubbers
Samen met Erik van Venetië stelde hij de eerste biografie samen van Ruud Lubbers; deze was toen nog premier. Ruud Lubbers. Manager in de politiek verscheen in 1989 bij uitgeverij Anthos en bestaat uit 21 als monoloog uitgeschreven interviews met familieleden, collega's uit het bedrijfsleven, hoge ambtenaren en politici die Lubbers en zijn gezin van nabij hebben meegemaakt, onder wie zijn broer Rob Lubbers, Hans van Mierlo, Wil Albeda, Neelie Kroes en Wilfried Martens. Het boek bevat ook een kwartierstaat.
Samen met Erik van Venetië is hij ook de samensteller van een bundel met 48 artikelen, dagboekaantekeningen, ingezonden brieven, essays en lezingen van Ruud Lubbers, die in 1991 onder de titel Ruud Lubbers. Samen onderweg verscheen bij uitgeverij Het Spectrum. 
Daarna schreven de twee auteurs nog De Geheimen Van Het Torentje, Praktische Gids Voor Het Premierschap(1993) dat een journalistieke en historische beschrijving is van het premierschap, waarvoor ze voorbeelden gebruiken uit de werkwijze van Lubbers. De indeling van het boek volgt de werkweek van een minister-president en gaat ook over zijn gesprekken met het staatshoofd op maandagmiddag en met zijn Europese collega's. Het boek bevat ook een hoofdstuk over de raadadviseurs op het Ministerie van Algemene Zaken, de zogeheten Lubbers' boys van het kabinet van de minister-president.
Voor de door Robbert Ammerlaan samengestelde bundel Afscheid van Ruud Lubbers (1994) schreef Joustra een bijdrage over hoe Lubbers al zijn affaires overleefde en stelde hij een overzicht van diens levensloop samen.
Over Lubbers' echtgenote Ria Lubbers schreven Joustra en Van Venetië in de door Peter Rehwinkel samengestelde bundel Getrouwd met de premier. De first lady's van Nederland in veertien portretten (2004).

### Over taal
Joustra's taalcolumns uit de Volkskrant zijn in 1986, nadat ze waren bekroond door het Nederlands Genootschap van Hoofdredacteuren,  onder de titel Spraak gebundeld door uitgeverij de Volkskrant.
In 1988 publiceerde hij bij uitgeverij Thomas Rap Het Homo-erotisch Woordenboek, dat behalve een inleiding bevat over de typische wijze waarop sommige homoseksuelen zich uitdrukken voornamelijk bestaat uit 800 lemma's uit het homojargon door de eeuwen heen. De lemma's bevatten voorbeeldzinnen en bronvermeldingen. Later verscheen nog een aanvulling in het tijdschrift Homologie en een samenvattende bijdrage in de Homo-encyclopedie van Nederland (2005).'
Joustra is ook de samensteller van het eerste Elsevier Stijlboek (2004), een alfabetisch lijst van stijlregels en voorgeschreven spelwijzen die de redactie van Elsevier hanteert (derde editie Stijlboek EW, 2021).

## Opvattingen
In een artikel van Elsevier Weekblad van 25 april 2023 pleit hoofdredacteur Joustra om het strafbaar maken van de Holocaustontkenning niet in de wet op te nemen. Hoe begrijpelijk wellicht ook, maar kabinet en parlement moeten afzien van het strafbaar maken van Holocaustontkenning. Zo’n verbod suggereert dat de Holocaust niet te bewijzen valt. Los daarvan, gaat de politiek niet over de waarheid of wat mensen denken en zeggen, vindt Joustra. Nu is het ontkennen van de Holocaust door de Hoge Raad in 1995 strafbaar gesteld in het Siegfried Verbeke arrest.

## Varia
In 2005 trad Joustra op als coreferent bij de Persvrijheidlezing van Ayaan Hirsi Ali, gehouden in internationaal perscentrum Nieuwspoort in Den Haag.
In 2019 hield Joustra de jaarlijkse Bill Minco-lezing in Hilversum met als titel Het gestolen huis: een familieverhaal over de oorlog.
Als schrijversnamen hanteert hij Arendo Joustra, J.A.S. Joustra en het pseudoniem Kees Honte. Honte is een naam voor de Westerschelde, waaraan zijn geboorteplaats ligt.

## Onderscheidingen
- 1985 Het Gouden Pennetje, uitgereikt door het Nederlands Genootschap van Hoofdredacteuren.
- 2013 De LOF-Prijs voor Publiekstijdschriften (Mercur d'Or), een oeuvreprijs voor een tijdschrift of persoon die "gedurende langere tijd een opvallende prestatie heeft geleverd op de Nederlandse tijdschriftenmarkt".
- 2013 De "Oranje Boven Prijs" (prijs van de SGP-jongeren), vanwege het verdedigen van de positie van orthodox-gereformeerde christenen.
- 2023 Ridder in de Orde van Oranje-Nassau (KB nummer: 2023000551, d.d. 13.3.2023)[11] voor zijn inzet 'voor vrije media en onafhankelijke en betrouwbare  journalistiek'. Niet alleen via zijn werk, maar ook via zijn nevenfuncties'.[12][13]
- 2023 Erelid van het Nederlands Genootschap van Hoofdredacteuren, benoemd tijdens de jaarvergadering van 26 mei in Amsterdam.[14]

### Als auteur
- 1984: Ambtenaren in actie, Reportage van een Hollandse herfst (met Pieter Broertjes), uitgeverij Van Gennep, Amsterdam, ISBN 9060125894.
- 1986: Spraak, onder het pseudoniem Kees Honte, uitgeverij de Volkskrant, Amsterdam.
- 1987: Karen Blixen, Een Deense in Afrika Volledige tekst , uitgeverij Nijgh & Van Ditmar, Den Haag, ISBN 9023677919.
- 1988: Het Homo-erotisch Woordenboek, uitgeverij Thomas Rap, Amsterdam, ISBN 9060052668.
- 1989: Ruud Lubbers, Manager in de politiek Volledige tekst (met Erik van Venetië), uitgeverij Anthos, Baarn, ISBN 9060746473.
- 1993: De Geheimen Van Het Torentje, Praktische Gids Voor Het Premierschap Volledige tekst   (met Erik van Venetië), uitgeverij Prometheus, Amsterdam, ISBN 9053331980.
- 1994: Het versleten corset van de Nederlandse letteren, Scheld- en bijnamen van en voor Nederlandse schrijvers, uitgevers en zo (met Jaap Scholten), uitgeverij Thomas Rap, Amsterdam, ISBN 9060054865.
- 1997: Het Hof van Brussel, Of Hoe Europa Nederland overneemt Volledige tekst  , Prometheus, Amsterdam, ISBN 90-57-1347-48.
- 2013: Vier relaties van Beatrix. Ruud Lubbers, Europa, de Prins-gemaal en de natie, uitgeverij Elsevier Boeken, Amsterdam, ISBN 978-90-3525-121-2

### Als samensteller
- 1991: Ruud Lubbers, Samen Onderweg, Over Democratie, Christendom & Samenleving, Economie en Internationale Vraagstukken (samensteller, met Erik van Venetië), uitgeverij Het Spectrum, Utrecht, ISBN 9027427801.
- 1993: Vreemde ogen, Buitenlanders over de Nederlandse identiteit (samensteller), uitgeverij Prometheus, Amsterdam, ISBN 9053331751.
- 2009: Redes van de troon. Prinsjesdag onder koningin Beatrix, uitgeverij Elsevier Boeken, Amsterdam,  ISBN 978-90-6882-718-7.
- 2010: Negenmannen, Oranjes & matpartijen, Elseviers Groot Politiek Lijstenboek (samensteller, met Jeroen Langelaar en Jos Widdershoven), uitgeverij Elsevier Boeken, Amsterdam,  ISBN 90-6882-978-5.
- 2010: Handboek hoofdredacteur. Hoe je het wordt, bent en blijft, uitgeverij Elsevier Boeken, Amsterdam,  ISBN 978-90-6882-998-3.
- 2010: Wacht op onze daden. Alle regeringsverklaringen van Lubbers tot en met Rutte, uitgeverij Elsevier Boeken, Amsterdam, ISBN 978-90-6882-964-8.
- 2011: De Oranjes. Verrassende feiten over ons Koningshuis, Bertram+de Leeuw Uitgevers, Amsterdam,  ISBN 978-94-6156-052-0.
- 2012: Wij mogen niet talmen. Alle regeringsverklaringen van Schermerhorn tot en met Van Agt, uitgeverij Elsevier Boeken, Amsterdam, ISBN 978-90-6882-931-0.
- 2013: De Inhuldigingsrede van koning Willem-Alexander en die van zijn zes voorgangers, uitgeverij Elsevier Boeken, Amsterdam, ISBN 978-9--352-5119-9.
- 2013: Alle 33 Troonredes. Prinsjesdag onder koningin Beatrix, uitgeverij Elsevier Boeken, Amsterdam, ISBN 978-90-352-5117-5.
- 2013: Alle 33 kersttoespraken. De persoonlijke redes van koningin Beatrix, uitgeverij Elsevier Boeken, Amsterdam, ISBN 978-90-352-5118-2.
- 2015:  Thom de Graaf, Wim Kok, Mark Rutte e.a., Kwetsbaar koningschap. Voor en tegen de modernisering van de monarchie, uitgeverij Elsevier Boeken, Amsterdam,  ISBN 978-90-352-5261-5.
- 2016: Elsevier's maandschrift. Over Elsevier's geïllustreerd maandschrift 1891-1940 Volledige tekst, uitgeverij Elsevier Boeken, Amsterdam,  ISBN 978-90-352-5297-4.
- 2017: Gerard Noodt, Over de soevereiniteit van het volk. Een revolutionaire rede uit 1699 over de opperste macht,  uitgeverij Elsevier Boeken, Amsterdam, ISBN 978-90-352-5301-8.
- 2017: Een titel maakt de mens niet. Alle Oranje-interviews uit Elsevier, uitgeverij Elsevier Boeken, Amsterdam,  ISBN 978-90-352-5345-2.
- 2018: Wacht op onze daden. Alle regeringsverklaringen van Schermerhorn tot en met Rutte, uitgeverij Elsevier Boeken, Amsterdam,  ISBN 978-94-6348015-4.
- 2018: Beatrix 80. Reportages, interviews, beschouwingen en brieven uit Elsevier & haar beste toespraken, uitgeverij Elsevier Boeken, Amsterdam, ISBN 978-94-6348021-5.
- 2018: Gerard Noodt, Over de vrijheid van godsdienst. Een invloedrijke rede uit 1706 over religie, vrij van heerschappij, uitgeverij Elsevier Boeken, Amsterdam, ISBN 978-94-6348058-1.
- 2018: In gesprek met de Oranjes (de transcripties van de 22 televisie-interviews), Fontaine Uitgevers, ISBN 978-90-5956-871-6.
- 2019: Alles wat je moet weten over Nederland. Een liefhebbende gids, Fontaine Uitgevers, ISBN 978-90-5956-895-2
- 2020: Sobibor begon in het Vondelpark. Toespraken van koning Willem-Alexander, Uitgeverij EW, ISBN 978-94-6348-077-2.
- 2021: Tabé. Het lange afscheid van Ons Indië, Uitgeverij EW, ISBN 978-94-6348-086-4.
- 2022: Ter Herinnering Rik Kuethe 1942-2020, Uitgeverij EW, ISBN 978-94-6348-110-6.
- 2024: QWERTY. Journalistiek samengevat in 607 lijstjes, Uitgeverij EW, ISBN 978-94-6348-1168.

## Persoonlijk
Arendo Joustra is een zoon van Sjouke Joustra, loods op de Schelde en schrijver, en kleinzoon van de imker en schrijver Johan August Joustra.
- Gemeinsame Normdatei: 172172403
- International Standard Name Identifier: 0000 0000 2541 1923
- Library of Congress Control Number: n84146285
- Nationale Bibliotheek van Israël: 987011097644205171
- Nederlandse Thesaurus van Auteursnamen: 069739587
- Parlement.com: vhy1h0trzeym
- SNAC: w6dk337x
- Virtual International Authority File: 62952332
- WorldCat: E39PBJjmQtkhJWHhgJWvQpgxjC